# Bertrand de Thessy
Bertrand de Thessy, o Texis (Francia, ... – Terra santa, ottobre 1231), fu Gran Maestro dell'Ordine dei Cavalieri Ospedalieri.
Egli succedette al Gran Maestro Guerin de Montaigu nel 1228. Per sua sfortuna non poté mantenere questa carica per molto tempo in quanto morì nell'ottobre del 1231.
Egli disegnò lo stemma dell'ordine.